# Phil Parmet
Phil Parmet (* 7. März 1942) ist ein US-amerikanischer Kameramann.
Seine Karriere begann er als Kameramann für Dokumentarfilme. Seine erste große Produktion war ein Film über Frank Zappa im Jahr 1979.
Bei The Devil’s Rejects (2005), dem Trailer Werewolf Women of the S.S. für Grindhouse (2007) und dem Remake von Halloween (2007) arbeitete er mit Regisseur Rob Zombie zusammen.

## Filmografie (Auswahl)
- 1983: He Makes Me Feel Like Dancin’ (Dokumentarfilm)
- 1990: Enemy
- 1990: Logan Blade – Ein Kopfgeldjäger (Logan Blade)
- 1992: In the Soup
- 1993: Distant Cousins
- 1993: Two Small Bodies
- 1994: Nina’s Lover
- 1994: Cyborg 3 (Cyborg 3: The Recycler)
- 1995: Unter dem Hula Mond (Under the Hula Moon)
- 1995: Four Rooms
- 1996: Flipping
- 1996: Frankie the Fly (The Last Days of Frankie the Fly)
- 1998: Trauma (Mind Games)
- 1999: Chicago – Bis dass der Tod entscheidet! (Love and Action in Chicago)
- 1999: Black & White – Gefährlicher Verdacht (Black and White)
- 2000: The Animal Factory – Rache eines Verurteilten (The Animal Factory)
- 2002: 13 Moons
- 2002: Hard Cash – Die Killer vom FBI (Hard Cash)
- 2002: American Gun
- 2003: Dallas 362
- 2005: Lonesome Jim
- 2005: The Devil’s Rejects
- 2006: The Dog Problem
- 2007: Blue State – Eine Reise ins Blaue (Blue State)
- 2007: Halloween
- 2008: The Burrowers – Das Böse unter der Erde (The Burrowers)
- 2009: Don McKay
- 2009: Mercy
- 2011: Ticking Clock
- 2011: The Roommate
- 2011: Assassination Games
- 2012: Six Bullets
- 2013: Running from Crazy (Dokumentarfilm)
- 2014: The Possession of Michael King
- 2015: The Timber
- 2018: Royal Hearts (Fernsehfilm)
- 2019: Abduction
- 2021: Hot Water